# KAWASAKI STRONG 2021
『KAWASAKI STRONG 2021』（カワサキ ストロング 2021）は、日本のプロレス団体DDTプロレスリングによってカルッツかわさきで行われた興行。

## 概要
- 本興行より煽りVのナレーションを稲田徹が担当[1]。以降レギュラー化する。

## 試合
| オープニングマッチ 30分一本勝負                                      |                                                       |                                                                  |
| ○渡瀬瑞基 岡谷英樹                                                   | 8分30秒 逆エビ固め                                    | 岡田佑介 小嶋斗偉●                                               |
| 第二試合 60分一本勝負 第3代KO-D8人タッグ王座決定戦～ノーDQマッチ     |                                                       |                                                                  |
| ●高木三四郎 男色ディーノ 大鷲透 大石真翔                             | 12分49秒 奇跡を呼ぶ一発逆転首固め                     | 青木真也 スーパー・ササダンゴ・マシン アントーニオ本多 平田一喜○ |
| ※青木組が第3代王者組となる。                                         |                                                       |                                                                  |
| 第三試合 30分一本勝負 スーパー女子プロ大戦～咲乱華～                 |                                                       |                                                                  |
| ○赤井沙希 雪妃真矢                                                   | 10分52秒 新人賞→片エビ固め                            | 安納サオリ 松本都●                                               |
| 第四試合 30分一本勝負 スペシャル6人タッグマッチ～ノータッチルール    |                                                       |                                                                  |
| スペル・デルフィン クリス・ブルックス ○伊藤麻希                      | 16分7秒 カニカニ・フライング・ビッグヘッド→片エビ固め | MAO 中村圭吾● 舞海魅星                                           |
| 第五試合 30分一本勝負 スペシャルタッグマッチ                         |                                                       |                                                                  |
| ○HARASHIMA 岡林裕二                                                  | 13分34秒 蒼魔刀→体固め                                | 樋口和貞 納谷幸男●                                               |
| 第六試合 30分一本勝負 飯野雄貴復帰戦～DAMNATIONvsALL OUT！           |                                                       |                                                                  |
| 佐々木大輔 高尾蒼馬 ●マッド・ポーリー 火野裕士                       | 20分34秒 スピア→片エビ固め                            | 竹下幸之介 彰人 勝俣瞬馬 飯野雄貴○                               |
| セミファイナル 60分一本勝負 DDT UNIVERSAL選手権試合                  |                                                       |                                                                  |
| ○上野勇希 （第4代王者）                                              | 17分10秒 胴絞めスリーパーホールド→TKO勝ち             | 坂口征夫● （挑戦者）                                             |
| ※第4代王者が3度目の防衛に成功。                                      |                                                       |                                                                  |
| メインイベント 60分一本勝負 ヤネカベ presents KO-D無差別級選手権試合 |                                                       |                                                                  |
| ●遠藤哲哉 （第75代王者）                                             | 31分11秒 変形スターネスダストα→片エビ固め             | 秋山準○ （挑戦者＝D王 GRAND PRIX 2021優勝者）                    |
| ※遠藤が4度目の防衛に失敗、秋山が第76代王者となる。                   |                                                       |                                                                  |